# Lenguas lamenu-baki
La familia de lenguas lamenu-baki es un subgrupo de lenguas epi. Agrupa a cuatro idiomas.

## Componentes
- Lenguas baki-bierebo
  - Baki
  - Bierebo
- Lenguas lamenu-lewo
  - Lamenu
  - Lewo

- Datos: Q9021402